# Odile Montavon
Pour les articles homonymes, voir Montavon (homonymie).
Odile Montavon, née le 26 décembre 1949, est une personnalité politique suisse, membre de Combat socialiste.
Elle est la première femme membre du Gouvernement jurassien, de 1993 à 1994, à la tête du département de l'éducation.

## Biographie

### Origines et famille
Odile Montavon naît Odile Fricker le 26 décembre 1949. Son père, Edgar Fricker, est directeur de l'entreprise de mécanique Condor, créée par l'arrière-grand-père ; sa mère est née Madeleine Corfu.
Elle est mariée depuis 1974 à François Montavon, chimiste chez Roche, et mère de deux enfants.

### Études et parcours professionnel
Après sa scolarité obligatoire à Delémont et le lycée à Porrentruy, en section latin-grec, où elle obtient sa maturité en 1968, elle fait des études de pharmacie aux universités de Genève et de Bâle.
Elle travaille de 1974 à 1978 à Hoffmann-La-Roche à Bâle, puis fait des remplacements dans diverses pharmacies des régions de Bâle et de Delémont. Elle donne par ailleurs des cours de pharmacologie à l'École jurassienne de soins infirmiers.

### Parcours politique
Militante dans les années 1970 contre le projet de centrale nucléaire de Kaiseraugst, elle adhère au parti Combat socialiste en 1981 ou 1982. Elle milite par ailleurs à partir de 1989 au sein du Groupe pour une Suisse sans armée.
Elle est membre du Conseil de ville de Delémont de 1984 à 1993 et à nouveau de 2000 à 2004. Elle est par ailleurs députée au Parlement du canton du Jura de 1986 à 1993 (suppléante jusqu'en 1989), puis à nouveau de 1998 à 2002.
Candidate au Gouvernement jurassien lors des élections cantonales de 1990, elle arrive en quatrième place (pour cinq sièges) au terme du premier tour, devant deux ministres sortants. Elle échoue au second tour, pour lequel le Parti socialiste lui retire son soutien afin d'assurer les chances de son propre candidat arrivé cinquième au premier tour.
Elle est à nouveau candidate au Gouvernement jurassien en juin 1993, lors de l'élection complémentaire visant à remplacer le socialiste François Mertenat (de) et le radical Gaston Brahier. Arrivée première au premier tour, elle est élue au second en deuxième position, derrière le jeune démocrate-chrétien Pierre Kohler, devenant ainsi le seul représentant de la gauche au gouvernement (le candidat socialiste arrive en troisième position et le radical en quatrième) et la première femme. Elle y dirige le département de l'éducation jusqu'en 1994. 
Elle n'est pas réélue lors des élections ordinaires de novembre 1994, terminant à la neuvième et dernière place au second tour. C'est le socialiste Claude Hêche qui récupère à cette occasion le siège de la gauche au gouvernement.

### Autres activités
Elle préside la section suisse de l'organisation catholique Pax Christi à partir de 1996.